# Campionati del mondo di atletica leggera indoor 2022 - Staffetta 4×400 metri femminile
La gara della staffetta 4×400 metri femminile dei campionati del mondo di atletica leggera indoor 2022 si è svolta il 20 marzo.

## Podio
| Pos.    | Atleti                                                                                      | Nazionalità | Tempo   |
| ------- | ------------------------------------------------------------------------------------------- | ----------- | ------- |
| Oro     | Junelle Bromfield Janieve Russell Roneisha McGregor Stephenie Ann McPherson Tiffany James   | Giamaica    | 3'28"40 |
| Argento | Lieke Klaver Eveline Saalberg Lisanne de Witte Femke Bol Andrea Bouma                       | Paesi Bassi | 3'28"57 |
| Bronzo  | Natalia Kaczmarek Iga Baumgart-Witan Kinga Gacka Justyna Święty-Ersetic Aleksandra Gaworska | Polonia     | 3'28"59 |

## Situazione pre-gara

### Record
Prima di questa competizione, il record del mondo indoor e il record dei campionati erano i seguenti.
| Record                | Prestazione | Nazione     | Data e luogo                         | Competizione                     |
| --------------------- | ----------- | ----------- | ------------------------------------ | -------------------------------- |
| Record mondiale       | 3'23"37     | Russia      | 28 gennaio 2006 Glasgow, Regno Unito |                                  |
| Record dei campionati | 3'23"85     | Stati Uniti | 4 marzo 2018 Birmingham, Regno Unito | Campionati del mondo indoor 2018 |

### Campioni in carica
Le campionesse in carica a livello mondiale erano:
| Campione        | Atleta      | Prestazione | Data e luogo                         | Competizione                     |
| --------------- | ----------- | ----------- | ------------------------------------ | -------------------------------- |
| Olimpico        | Stati Uniti | 3'16"85     | 7 agosto 2021 Tokyo, Giappone        | Giochi della XXXII Olimpiade     |
| Mondiale indoor | Stati Uniti | 3'23"85     | 4 marzo 2018 Birmingham, Regno Unito | Campionati del mondo indoor 2018 |

### La stagione
Prima di questa gara, le atlete con le migliori tre prestazioni dell'anno erano:
| Pos. | Atleta                             | Prestazione | Data e luogo                                  |
| ---- | ---------------------------------- | ----------- | --------------------------------------------- |
| 1    | Arkansas Razorbacks Internazionale | 3'24"09     | 26 febbraio 2022 College Station, Stati Uniti |
| 2    | Texas A&M Aggies Internazionale    | 3'25"43     | 26 febbraio 2022 College Station, Stati Uniti |
| 3    | Kentucky Wildcats Internazionale   | 3'25"89     | 26 febbraio 2022 College Station, Stati Uniti |

## Risultati

### Batterie di qualificazione
Le batterie di qualificazione si sono tenute il 20 marzo a partire dalle ore 11:44.
Passano alla finale le prime due squadre di ogni batteria (Q) e le successive due squadre più veloci (q).

#### Batteria 1
| Pos | Corsia | Atlete                                                         | Nazionalità   | Tempo   | Note                                     |
| --- | ------ | -------------------------------------------------------------- | ------------- | ------- | ---------------------------------------- |
| 1   | 6      | Jessica Beard, Brittany Aveni, Natashia Jackson, Lynna Irby    | Stati Uniti   | 3'28"82 | Q                                        |
| 2   | 5      | Lieke Klaver, Eveline Saalberg, Andrea Bouma, Lisanne de Witte | Paesi Bassi   | 3'29"36 | Q                                        |
| 3   | 3      | Hanne Claes, Naomi Van Den Broeck, Imke Vervaet, Camille Laus  | Belgio        | 3'30"58 | q                                        |
| 4   | 4      | Hannah Williams, Ama Pipi, Yemi Mary John, Jessie Knight       | Gran Bretagna | 3'30"69 | q                                        |
| -   | 2      | Sara Gallego, Geena Stephens, Carmen Avilés, Laura Bueno       | Spagna        | 3'34"92 | Miglior prestazione personale stagionale |

#### Batteria 2
| Pos | Corsia | Atlete                                                                             | Nazionalità | Tempo   | Note             |
| --- | ------ | ---------------------------------------------------------------------------------- | ----------- | ------- | ---------------- |
| 1   | 6      | Iga Baumgart-Witan, Aleksandra Gaworska, Natalia Kaczmarek, Justyna Święty-Ersetic | Polonia     | 3'30"51 | Q                |
| 2   | 5      | Roneisha McGregor, Janieve Russell, Tiffany James, Junelle Bromfield               | Giamaica    | 3'30"91 | Q                |
| 3   | 3      | Sophie Becker, Roisin Harrison, Sharlene Mawdsley, Phil Healy                      | Irlanda     | 3'30"97 | Record nazionale |
| 4   | 4      | Lauren Gale, Kyra Constantine, Natassha McDonald, Sage Watson                      | Canada      | 3'31"45 | Record nazionale |
| 5   | 2      | Agata Zupin, Jerneja Smonkar, Veronika Sadek, Anita Horvat                         | Slovenia    | 3'37"08 | Record nazionale |

### Finale
La finale si è tenuta il 20 marzo alle ore 20:03.
| Pos | Corsia | Atlete                                                                         | Nazionalità   | Tempo   | Note                                     |
| --- | ------ | ------------------------------------------------------------------------------ | ------------- | ------- | ---------------------------------------- |
|     | 3      | Junelle Bromfield, Janieve Russell, Roneisha McGregor, Stephenie Ann McPherson | Giamaica      | 3'28"40 | Miglior prestazione personale stagionale |
|     | 4      | Lieke Klaver, Eveline Saalberg, Lisanne de Witte, Femke Bol                    | Paesi Bassi   | 3'28"57 | Miglior prestazione personale stagionale |
|     | 5      | Natalia Kaczmarek, Iga Baumgart-Witan, Kinga Gacka, Justyna Święty-Ersetic     | Polonia       | 3'28"59 | Miglior prestazione personale stagionale |
| 4   | 6      | Na'Asha Robinson, Jessica Beard, Brittany Aveni, Lynna Irby                    | Stati Uniti   | 3'28"63 | Miglior prestazione personale stagionale |
| 5   | 1      | Hannah Williams, Ama Pipi, Yemi Mary John, Jessie Knight                       | Gran Bretagna | 3'29"82 | Miglior prestazione personale stagionale |
| 6   | 2      | Hanne Claes, Naomi Van Der Broeck, Imke Vervaet, Camille Laus                  | Belgio        | 3'33"61 |                                          |